# Sheyda
Sheyda bzw. Shaida Scheydā (persisch شیدا), auch Sheida und Şeyda, ist ein persischer weiblicher Vorname mit der Bedeutung „in Liebe“ bzw. „liebeskrank“. Als Künstlername wird der Name auch von Männern benutzt.